# Alois Neurath
Alois Neurath (geboren 29. August 1886 in Wien, Österreich-Ungarn; gestorben 25. April 1955 in Stockholm) war ein sudetendeutscher Kominternfunktionär.

## Leben
Neurath war Gründungsmitglied der deutschen Sektion der Tschechoslowakischen Kommunistischen Partei (KSČ) und ab 1921 ihr Vorsitzender. Zudem wurde er Mitglied des Exekutivkomitees der Komintern (EKKI), wo er Sinowjew unterstützte. Von 1925 bis 1929 war er Abgeordneter im Tschechoslowakischen Abgeordnetenhaus.
Im Juni 1929 wurde Neurath von Klement Gottwald im Zuge der Bolschewisierung aus der KSČ ausgeschlossen. Er wandte sich verschiedenen oppositionellen Strömungen zu, unter anderem dem Trotzkismus. Nach der deutschen Besetzung der Tschechoslowakei wurde er verhaftet. Er floh nach Schweden, wo er der Sveriges socialdemokratiska arbetareparti beitrat. 1945 kehrte er in die Tschechoslowakei zurück, kehrte aber nach dem kommunistischen Putsch 1948 nach Schweden zurück.